# Брихадараньяка-упанишада
«Брихадаранья́ка-упаниша́да» (санскр. बृहदारण्यक उपनिषद्, IAST: Bṛhadāraṇyaka Upaniṣad, «Великие тайные лесные учения») — одна из 108 главных упанишад, входит в «Яджурведу». Это самая большая по объёму и самая древняя из упанишад. Повествует об изначальных основах мироздания и подлинном тождестве человеческих существ. Содержит первое  письменно зафиксированное описание природы сознания и основных состояний сознания в истории человечества. В 1964 году был опубликован перевод на русский язык авторства А. Я. Сыркина.

## Содержание
Философ Видагдха Шакалья спрашивает мудреца Яджнавалкью о числе существующих богов. «Сколько существует богов?» — интересуется он. Вначале Яджнавалкья отвечает: «Три и три сотни, и три и три тысячи». Не удовлетворённый ответом, Видагдха продолжает:

- «Так сколько же, — сказал он, — в действительности богов, Яджнявалкья?»

«Тридцать три».
- «Так сколько же, — сказал он, — в действительности богов, Яджнявалкья?»

«Шесть».
- «Так сколько же, — сказал он, — в действительности богов, Яджнявалкья?»

«Три».
- «Так сколько же, — сказал он, — в действительности богов, Яджнявалкья?»

«Два».
- «Так сколько же, — сказал он, — в действительности богов, Яджнявалкья?»

«Один с половиной».
- «Так сколько же, — сказал он, — в действительности богов, Яджнявалкья?»

«Один».

## Павамана-мантра
Asato ma sat gamaya |  (असतो मा सद्गमय ।)

Tamaso ma jyotir gamaya | (तमसो मा ज्योतिर्गमय ।)

Mṛtyor ma amṛtam gamaya | (मृत्योर्मा अमृतं गमय ।)

Om shanti shanti shantihi || (ॐ शान्तिः शान्तिः शान्तिः ॥)

— बृहदारण्यक उपनिषद् 1.3.28
Перевод Джона Дерретта:
Веди меня от лжи к истине,

Веди меня от тьмы к свету,

Веди меня от смерти к бессмертию

Ом мир, мир, мир.
Перевод А. Я. Сыркина</ref>:
Теперь следует восхождение к очистительным гимнам. Поистине, прастотар поёт саман, и, пока он поёт его, пусть произносит [жертвователь]: «Веди меня от небытия к бытию. Веди меня от тьмы к свету. Веди меня от смерти к бессмертию». Когда он говорит: «Веди меня от небытия к бытию», то, поистине, небытие — это смерть, бытие — бессмертие. «Веди меня от смерти к бессмертию, сделай меня бессмертным», — вот что он тогда говорит. [Когда он говорит:] «Веди меня от тьмы к свету», то, поистине, тьма — это смерть, свет — бессмертие. «Веди меня от смерти к бессмертию, сделай меня бессмертным», — вот что он тогда говорит. [Когда он говорит:] «Веди меня от смерти к бессмертию», то нет здесь ничего, что было бы скрыто.

## Разделы
- Раздел Мадху
- Раздел Яджнявалкьи
- Раздел Дополнительный